# Феминизм в Казахстане
Движение в поддержку прав женщин в Казахстане ведёт отсчёт с конца XIX века. В то время оно было неразрывно связано с общероссийским движением за предоставление женщинам доступа к образованию и оплачиваемому труду в Российской империи. Национальное казахское женское движение полноценно оформилось только в 1990-е годы после обретения Казахстаном независимости.

## XIX — начало XX вв
Начало национальному женскому образованию в Казахстане было положено с открытием начального училища в селе Ханская Ставка, — центре Букеевской губернии, в 1883 году. Первыми его воспитанницами стали 20 казахских и русских девочек. С начала открытия и до 1889 года в училище обучалось 243 ученицы, однако полный курс закончили только 26.
Первым системным шагом в сторону женской эмансипации в широких слоях населения Российской империи стало открытие женских училищ — средних профессиональных учебных заведений. Первое женское училище в Казахстане было организовано по инициативе педагога и просветителя Ибрая Алтынсарина в 1887 году в городе Иргиз (ныне село в Актюбинской области). Первый набор учениц состоял исключительно из русских девочек, однако уже через год, в 1888 году при училище был открыт интернат для учениц казахской национальности. Позже учебные заведения подобного рода открылись в Тургае (1891), Кустанае (1893), Карабутаке (1896) и Актюбинске (1896). Всего в пяти женских училищах в 1896 году обучалось 211 девушек, из них 141 русских и 70 казашек. В дальнейшем женские училища были преобразованы в ремесленные училища.
В начале XX века в Казахстане сложилась система национальных новометодных школ, основанных на принципах джадидизма. Новометодные школы позволили казахским девушкам овладеть русским и, как минимум, одним восточным языком и получить достаточный запас знаний для поступления в российские или даже европейские университеты.
Теоретические основы эмансипации казахских и киргизских женщин закладывались и апробировались благодаря трудам Алихана Букейханова, Ахмета Байтурсынова, Миржакипа Дулатова и других казахских просветителей начала XX века. Другим важным источником идей стали труды иракского просветителя Джамиля Аз-Захави. Первые попытки централизации женского движения были предприняты в Семипалатинске: 18 марта 1907 года состоялся первый в Казахстане женский митинг, а 22 марта прошло общегородское собрание для обсуждения устава нарождавшегося общества трудящихся женщин.
Первой казахской женщиной-учителем считается Хуснижамал Нуралыханова, открывшая в конце XIX века первую школу для казахских девочек. В начале XX века педагог Газиза Малдыбаева вместе с супругом Мустахимом открыли ещё несколько национальных школ.

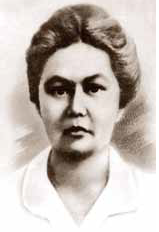
Гульсум Асфендиарова — первая казахская женщина-врач

347 девушек, в том числе казахской и киргизской национальности, получили учительское образование в женском медресе Багбустан-ханум, открытом в 1910 году в Оренбурге по инициативе Багбустан Мукминовой (Момыновой) (1884—1963) — татарского педагога и просветителя. Активное содействие открытию училища оказал Зияитдин Камалетдинов, основатель уфимского медресе «Галия». За 10 лет медресе окончили 1212 учащихся, из них учительское образование получили 347 девушек. В 1917 училище перешло в ведение государства, а в 1925 году было закрыто.
Первыми женщинами — работниками периодических изданий стали сотрудницы журнала «Айкап» Мариям Сейдалина и Назипа Кулжанова, считающаяся основательницей казахской женской печати. Кулжанова работала в нескольких национально-демократических изданиях, а в дальнейшем в советской прессе. Помимо журналистики, она также занималась написанием учебников и переводческим делом.
Первой женщиной-врачом казахской национальности в Российской империи стала Гульсум Асфендиарова, закончившая Петербургский женский медицинский институт в 1908 году.
Однако положительная динамика изменения положения казахских женщин в обществе отмечалась только в урбанизированной части северных регионов Казахстана. Положение женщин Степи оставалось весьма тяжёлым. Российская империя не смогла изжить такие пережитки прошлого, как многожёнство, аменгерство и продажа невест за калым. Женщины не имели закреплённых имущественных и наследственных прав. Кроме того, несмотря на зарождение системы национального образования, грамотность (знание русского языка и письменности) среди казашек в начале XX века составляла всего 2 %.
После Февральской революции был продолжен курс на дальнейшую женскую эмансипацию. Так, программа партии «Алаш» утвердила права женщин на образование и участие в общественной жизни. Новыми значимыми фигурами в кругу сторонников расширения прав женщин стали Колбай Тугусов, — журналист и политик, и Аккагаз Досжанова, — одна из первых казахских женщин-врачей, делегат Первого Всероссийского съезда мусульман.

## В советское время

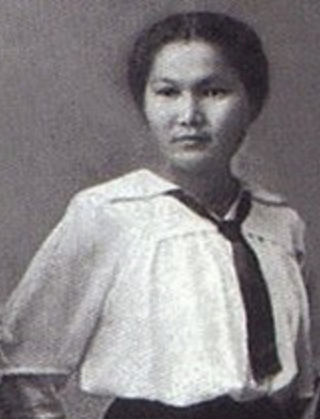
Аккагаз Досжанова

Равенство прав мужчин и женщин было официально установлено большевиками почти сразу после прихода к власти и закреплено на Первом всероссийском съезде работниц, состоявшемся 19 ноября 1918 года. Советский Казахстан примкнул к широкомасштабной кампании по освобождению женщин Востока. Эту кампанию также называли «Худжум» (араб. «наступление»).
12 ноября 1919 года при Туркестанском краевом комитете РКП (б) был создан первый женотдел — отдел по работе среди женщин. В течение года в областях Казахстана создавались региональные женотделы. В их функции входило повышение уровня политического сознания и общей грамотности женщин, а также подготовка их к деятельности в государственных и общественных учреждениях. Прошедший в мае 1924 года XIII съезд РКП (б) принял резолюцию «О работе среди работниц и крестьянок», согласно которой на организацию женских клубов в восточных республиках и областях выделялись финансовые средства.
Важным направлением работы советских органов стало формирование системы охраны материнства и детства. Начали открываться акушерские пункты и женские консультации, детские сады и ясли.

Алма Оразбаева

Одной из ключевых фигур женского движения 1920-х годов была Аккагаз Досжанова, помимо врачебной практики, развернувшая активную организационную и педагогическую деятельность. Другой видной фигурой стала Алма Оразбаева — первая казашка, вступившая в РКП (б). Оразбаева участвовала в составлении Декларации прав трудящихся Киргизской АССР, принятой в октябре 1920 года и ликвидирующей многожёнство и аменгерство, а также постановления от 6 декабря 1923 года, отменяющего выплату калыма. Кроме того, по её инициативе в 1920-е годы была создана система «красных юрт» — аналогов общесоюзных «красных уголков» и ленинских комнат, ведущих культурно-просветительскую работу среди казахского населения. Заметный вклад в женское движение внесла Сара Есова — партработник и журналист, редактор нескольких периодических изданий, в том числе предназначенных для женщин.
В 1930-е годы женское движение в Казахстане, как и вообще в СССР, пошло на спад. В конце 1929 года были ликвидированы женотделы, а их функции переданы партийным организациям в порядке общепартийной работы. Вместо женотделов стали создаваться женсоветы, полномочия которых были ограничены. Также существенно уменьшилось число женщин — членов и председателей сельсоветов. Тем не менее, на XVIII съезде ВКП(б) было отмечено, что СССР стал страной с почти поголовной грамотностью (в том числе в национальных республиках), численность женщин с высшим и средним специальным образованием составила 864 тысячи человек, а число женщин-специалистов в СССР выросло до 36 % (среди занятых в сферах). Кроме того, именно благодаря женсоветам в годы Великой Отечественной войны организовывалась работа женщин на производстве в тылу, а также были созданы «огородные бригады», выращивавшие на территории предприятий овощи (в первую очередь для питания детей).
Большую роль в организации, расширении и развитии современного женского движения в Казахстане сыграла созданная в 1945 году Международная демократическая федерация женщин, в состав которой входил созданный в 1941 году Комитет советских женщин. Второй виток женского движения происходил в послевоенные годы, а в 1950-е годы была проведена попытка реорганизации женсоветов, однако в 1970-е годы активность женсоветов сошла на нет.

## В независимом Казахстане

### Организации
Казахское национальное женское движение вновь активизировалось в 1980-е годы, в эпоху перестройки. В начале 1990-х был создан целый ряд общественных организаций: Лига женщин-мусульманок (1992), Феминистская лига (1993), лига «Женщина и право» (1993), лига «Творческое начало» (1994), Фонд поддержки женщин-предпринимателей «Жанар» (1993), Международная ассоциация «Лиана» (1993), Международная ассоциация «Женщины Востока» (1994), ассоциация «Женщины-предприниматели Казахстана» (1994) и др. Руководители казахстанских женских организаций участвовали во Всемирном форуме неправительственных женских организаций (Пекин, 1995 год) и в 4-й конференции ООН по правам женщин.
Перед выборами 1998 года была создана коалиция женских организаций, в дальнейшем реорганизованная в Женский избирательный блок. Коалиция выдвинула предложение ввести 30-процентную квоту для женщин во всех структурах управления, однако инициатива не была реализована. Кроме того, согласно одному из исследований, проведённому к выборам, только 6 % казахстанских женщин изъявляли желание заниматься политической деятельностью. Тем не менее, общественные организации продолжают диалог с государственной властью на предмет защиты прав женщин.
Первым феминистским изданием в современном Казахстане стала газета «Мальвина», выходящая с 1991 года. Её издатели в дальнейшем стали основателями Феминистской лиги Казахстана. В настоящее время статьи, посвящённые правам женщин, публикуются в журналах «Сезон», «Казахстан айелдери», «Женщины. Восток-Запад», «Зеркало». В 1990-е, помимо этого, выходили такие известные женские издания, как газета «Кыз Жибек», журнал «Дарья», «Жума» — еженедельное приложение к «Казахстанской правде», однако в 2000-е они закрылись из-за недостатка финансирования.
Действующие в настоящее время неправительственные женские организации Казахстана можно разделить на несколько групп:
- Образовательные (Союз женщин Казахского государственного Национального Университета им. Аль-Фараби[20]);
- По охране материнства (Ассоциация родителей детей-инвалидов[21], Комитет солдатских матерей Казахстана[22], несколько приютов для матерей-одиночек[23][24], многочисленные отделения Союза многодетных семей Казахстана);
- Связанные с решением проблем по здоровью (Республиканское общество женщин-инвалидов «Биби-Ана»[25]);
- Кризисные центры («Забота»[26], «Незабудка»[27], Актюбинский кризисный центр[28]);
- Профессиональные (Лига женщин творческой инициативы[29], Ассоциация деловых женщин Казахстана[30]);
- Экологические (Международная экологическая ассоциация женщин Востока[31]);
- Мусульманские (Лига мусульманских женщин и её региональные отделения[32]);
- Многопрофильные (несколько Центров гендерных исследований[33], Феминистская лига Казахстана[34], Феминистская лига Кокшетау[35]).

Деятельность женских общественных организаций спонсируется в основном международными фондами (Фонд Сорос-Казахстан, Counterpart Consortium, фонд «Евразия») и посольствами европейских стран (Нидерланды, Германия, Великобритания).
На государственном уровне правами женщин в Казахстане занимается Национальная комиссия по делам женщин и семейно-демографической политике. Наблюдение за правами женщин на международном уровне осуществляет отделение международного подразделения ООН ЮНИФЕМ.

#### Феминизм «третьей волны» и ЛГБТ-движение
В 2010-е годы в Казахстане появился специфический тип женских гражданских инициатив, связанных одновременно с третьей волной феминизма и ЛГБТ-движением: Feminita, FemPoint, «КазФем», «ФемАстана». В отличие от традиционных феминистских организаций, данные инициативные группы являются неформальными объединениями и нередко вступают в конфликты с правоохранительными органами. Так, первую согласованную с властями акцию, организованную группой «КазФем», удалось провести только в 2019 году.
Намного более свободным является положение деятельниц арт-феминизма. Например, как в Казахстане, так и за пределами страны экспонируются работы художниц-концептуалисток Зои Фальковой и Сауле Дюсембиной. Зоя Фалькова также является организатором ряда культурных мероприятий профеминистского характера.
С 2016 года в Алма-Ате регулярно проводится TEDxAbayStWomen — первый женский TED. С марта 2018 года проходит ежегодный кинофестиваль FemAgora, посвящённый вопросами гендерного равенства.

### Проблемы
Журналист Юрий Зайцев, исполнительный директор Феминистской лиги Казахстана, в монографии «Права женщин и их защита» выделяет четыре основные проблемы положения женщин в Казахстане:
- существующие гендерные стереотипы в отношении женщин;
- социальная незащищённость женщин;
- насилие в отношении женщин;
- проблема представления женщин во властных структурах.

В начале 2000-х отмечалось, что доля женщин среди лиц с доходами ниже прожиточного минимума составляет 44,9 %, а мужчины в среднем зарабатывают в 1,7 раза больше, чем женщины. Количество женщин-парламентариев снизилось с 13 % в 1999 году до 9,8 % в 2001 году. Однако в то же время, по данным на 1 января 2002 года, женщины составляли больше половины от количества как государственных чиновников в общем (55 %), так и представителей центральных органов власти. В правительстве 2006 года четыре женщины занимали министерские посты.
Возрождение национальных традиций повлекло за собой возвращение патриархальных стереотипов, среди которых пренебрежительное отношение отцов к дочерям, резкое осуждение бездетности и непременное требование девственности невесты. Женщины в традиционалистских семьях часто подвергаются побоям.
Одна из самых серьёзных проблем казахстанского общества — сексуальные домогательства и изнасилования. По данным Феминистской лиги Казахстана от 2016 года, больше половины казахстанских женщин сталкивались с домогательствами на рабочем месте, а девочки подвергаются приставаниям как в школе, так и за её пределами. Глава лиги Евгения Козырева также отмечала, что сексуальным домогательствам на рабочем месте подвергаются даже мужчины, а 70 % мальчиков подвергались домогательствам во время обучения в школе. Декриминализация домашнего насилия, приводящая к насилию в адрес женщин, вплоть до тяжёлых увечий и смерти. Фактически, в особо вопиющих случаях женщин ставят перед выбором — умереть самим или сесть за решётку за «превышение необходимой самообороны».  Другой острой проблемой остаётся незаконный вывоз женщин и девушек за рубеж и продажа в сексуальное рабство. Кроме того, после распада СССР вновь поднял голову такой пережиток прошлого, как похищение невест. По предварительным оценкам организаций по защите прав женщин, ежегодно в Казахстане похищают до 5 тыс. женщин. В 2018 году большой резонанс получило дело казахстанки, изнасилованной двумя мужчинами в поезде «Тулпар-Тальго», следовавшем из столицы в Актобе. Насильники Колканат Курманиязов и Жетес Умбеталиев являлись проводниками поезда. Изначально дело расследовалось по статье об изнасиловании группой лиц. Прокуроры просили для подсудимых по шесть лет лишения свободы. Однако в итоге проводники получили всего по 2 года и шесть месяцев лишения свободы. Решение суда в отношении проводников вызвало недовольство в социальных сетях среди казахстанцев. В 2024 году наиболее громким случаем было убийство Салтанат Нукеновой своим мужем экс-министром Бишимбаевым, трагедия случилась в астанинском ресторане Bau ночью 9 ноября 2023 года: экс-министр национальной экономики Казахстана Куандык Бишимбаев забил до смерти свою гражданскую жену Салтанат Нукенову. После событий Президент Казахстана Токаев подписал закон, ужесточающий наказание за бытовое насилие, который был декриминализирован с 2017 года. 13 мая специализированный межрайонный суд по уголовным делам Астаны приговорил Бишимбаева к 24 годам лишения свободы за убийство своей гражданской супруги Нукеновой.
В настоящее время в стране остро стоит вопрос соблюдения прав девочек. В августе 2018 года фонд ООН в области народонаселения опубликовал данные исследования, в котором говорится, что ежегодно в Казахстане заключается около 3000 браков между мужчинами и несовершеннолетними девочками. В статистику не попали случаи, когда подобные браки официально заключались лишь спустя годы сожительства, и религиозные браки между взрослым мужчиной и девочкой-подростком. Около 8 % женщин в Казахстане впервые вступили в официальный или неофициальный брак до 18 лет, а больше 5 % женщин в возрасте 15-19 лет состоят в браке с супругом или партнёром старше их не менее чем на 10 лет. Кроме того, в 2017—2018 годах в связи с запретом о ношении хиджабов в школы местные СМИ писали об инцидентах, когда девочек-школьниц не впускали в школы из-за хиджабов.
В целом, несмотря на присутствие в социальном пространстве различных феминистских организаций, вплоть до инициатив «третьей волны», формальные институты Казахстана поддерживают патриархальный образ женщины. К примеру, в известном Казахском государственном женском педагогическом университете ежегодно проводятся курсы «Қазақ Аруы» («Казахская леди»). На курсах студентки изучают национальные традиции, нормы поведения девушек: как встречать гостей, как вести себя с родственниками, обустроить дом и т. д. Это обязательные курсы; результаты экзаменов по предмету «Казахская леди» влияют на общую успеваемость. Некоторые студентки считают этот курс сексистским.
Однако, несмотря на несовершенство системы обеспечения прав казахстанских женщин, связанные с правами женщин темы регулярно поднимаются на страницах центральной прессы Казахстана. Причём помимо бытовых аспектов проблемы, рассматриваются и глобальные вопросы, в том числе гендерное равноправие с точки зрения ислама или равенство возможностей на государственной службе.